# Kumomanyčská propadlina
Kumomanyčská propadlina či Kumomanyčská sníženina (rusky Кумо-манычская впадина, Kumo-manyčskaja vpadina) je tektonická propadlina, která odděluje Předkavkazí od stepí a polopouští na jihu Východoevropské roviny. Zároveň také spojuje Kubáňsko-Azovskou a Kaspickou nížinu. Šířka propadliny je 20 až 30 km, přičemž se v centrální části zužuje na 1 až 2 km.
Naposledy asi 10 000 let př. n. l. se zde nacházel mořský průliv, který spojoval tehdejší Černé a Kaspické moře. Nejvyšší bod na rozvodí obou moří se nachází v nadmořské výšce 25 m.
V současné době se v propadlině nachází systém jezer a přehradních nádrží, z nichž největší je slané Manyč-Gudilo. Západně od něj byla vybudována Veselovská přehrada, z níž na západ odtéká řeka Západní Manyč směrem k dolnímu toku Donu. Na východě se nacházelo vysychající koryto Východního Manyče, ve kterém byl vybudován Kumomanyšský kanál. Nejvýchodnější část propadliny vyplňuje dolní tok řeky Kumy.